# Viñoly
De toren Viñoly aan het Gustav Mahlerplein maakt deel uit van het Mahler4-complex aan de Zuidas te Amsterdam. De toren was het eerste gerealiseerde ontwerp in Europa voor de Zuid-Amerikaanse architect Rafael Viñoly.
De constructie van deze 95 meter hoge kantoortoren bestaat uit een staalskelet en een betonkern voor de stabiliteit. Kenmerkend voor het gebouw zijn de in de gevel 'gekerfde' vluchttrappen en de ver uitstekende verticale vliesgevelprofielen. Het is een van de hoogste gebouwen aan de Zuidas.

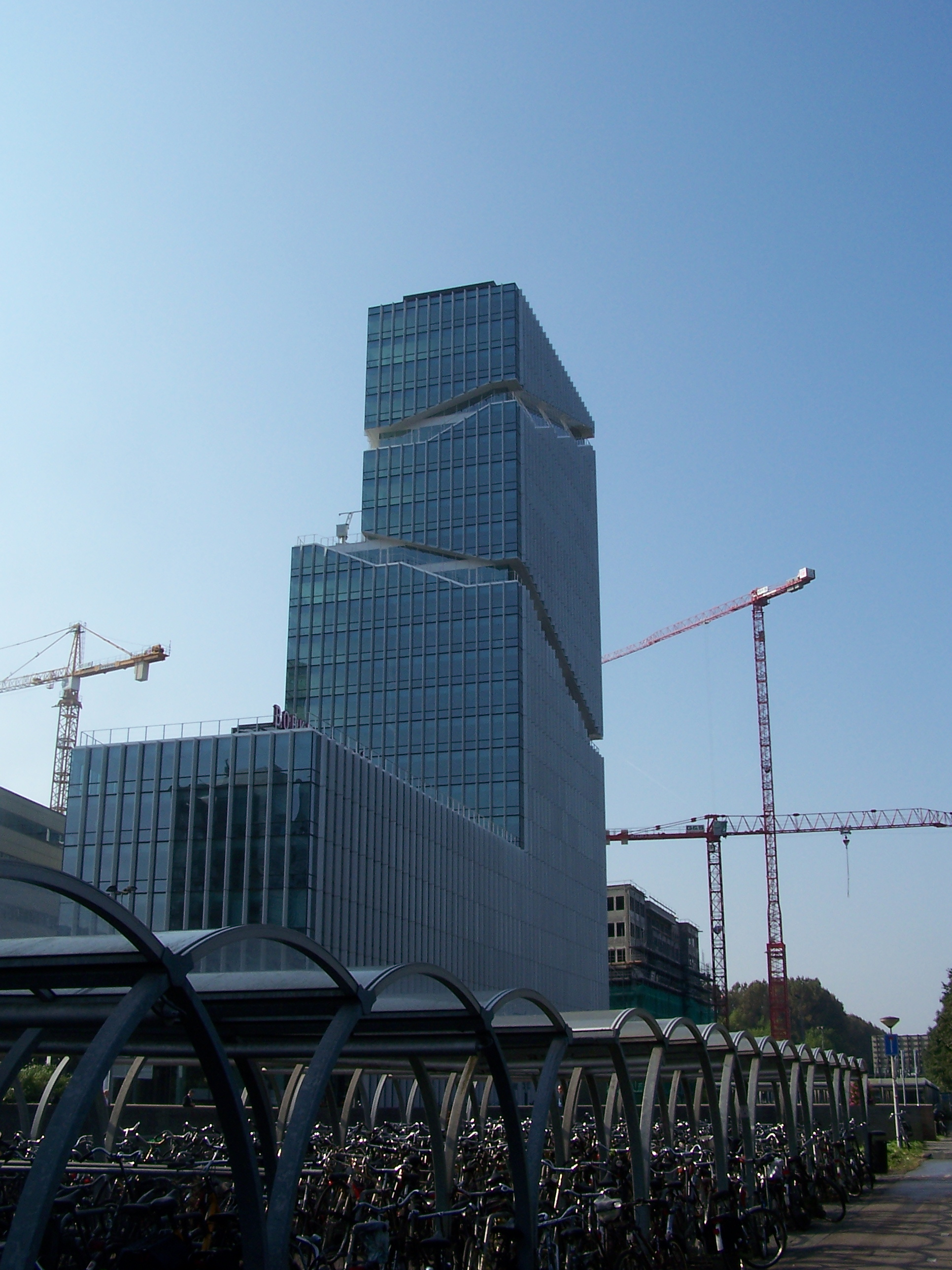